# Gramais
Gramais este un oraș în districtul Reutte, landul Tirol, Austria.
Se află la o altitudine de 1.321 m deasupra nivelului mării. Are o suprafață de 32,4 km² și 32,44 km². Populația este de 45 locuitori, determinată în 1 ianuarie 2018.